# Kryptisk brynblomfluga
Kryptisk brynblomfluga (Epistrophe cryptica) är en tvåvingeart som beskrevs av Doczkal och Schmid 1994. Kryptisk brynblomfluga ingår i släktet brynblomflugor, och familjen blomflugor.
Artens utbredningsområde är Tyskland. Arten är reproducerande i Sverige. Inga underarter finns listade i Catalogue of Life.